# Changshaba Shuiku
Changshaba Shuiku (kinesiska: 长沙坝水库) är en reservoar i Kina. Den ligger i provinsen Sichuan, i den sydvästra delen av landet, omkring 120 kilometer sydost om provinshuvudstaden Chengdu. Changshaba Shuiku ligger 580 meter över havet. Omgivningarna runt Changshaba Shuiku är en mosaik av jordbruksmark och naturlig växtlighet.
Genomsnittlig årsnederbörd är 1 330 millimeter. Den regnigaste månaden är juli, med i genomsnitt 290 mm nederbörd, och den torraste är december, med 13 mm nederbörd.